# Hypocrea neorufa
Hypocrea neorufa är en svampart som beskrevs av Samuels, Dodd & Lieckf. 2002. Hypocrea neorufa ingår i släktet svampdynor och familjen Hypocreaceae.   Inga underarter finns listade i Catalogue of Life.